# Karim Rossi
Karim Rossi (Zurigo, 1º maggio 1994) è un calciatore svizzero, attaccante dello Şamaxı.

## Carriera
Dopo aver trascorso le giovanili nella trafila di Losanna, Grasshoppers e Hull City, nel 2015 viene mandato da questi ultimi in prestito ai belgi dello Zulte Waregem, formazione con la quale esordisce tra i professionisti. Nell'estate del 2015, viene ceduto a titolo definitivo allo Spezia, scendendo in campo dodici volte in campionato. Nel gennaio del 2016, complice lo scarso impiego in campionato, torna in Svizzera, questa volta vestendo la casacca del Lugano.
Successivamente viene ceduto allo Sciaffusa. Tra il 2017 e il 2019, gioca in Olanda con le maglie di Cambuur e Telstar. Dopo un'altra breve parentesi in Svizzera con la maglia del Chiasso, approda nella seconda serie svedese, indossando la maglia dell'AFC Eskilstuna. Nel febbraio del 2021, dopo aver risolto ogni vincolo contrattuale con la formazione svedese, firma per la formazione bulgara del Carsko Selo.

## Palmarès

### Competizioni nazionali
- Coppa del Lussemburgo: 1

RU Luxembourg: 2021-2022